# Fytoftorové odumírání
Fytoftorové odumírání (tzv. "dieback") je závažné onemocnění nadzemních částí dřevin způsobené některými druhy r. Phytophthora (Eukaryota: Chromalveolata: Stramenopila: Oomycetes) – zejména P. ramorum, P. kernoviae, P. nicotianae, P. plurivora, P. cactorum a dalšími, které jsou schopny se šířit vzduchem. Tyto patogeny mohou rovněž způsobovat kořenové hniloby. 

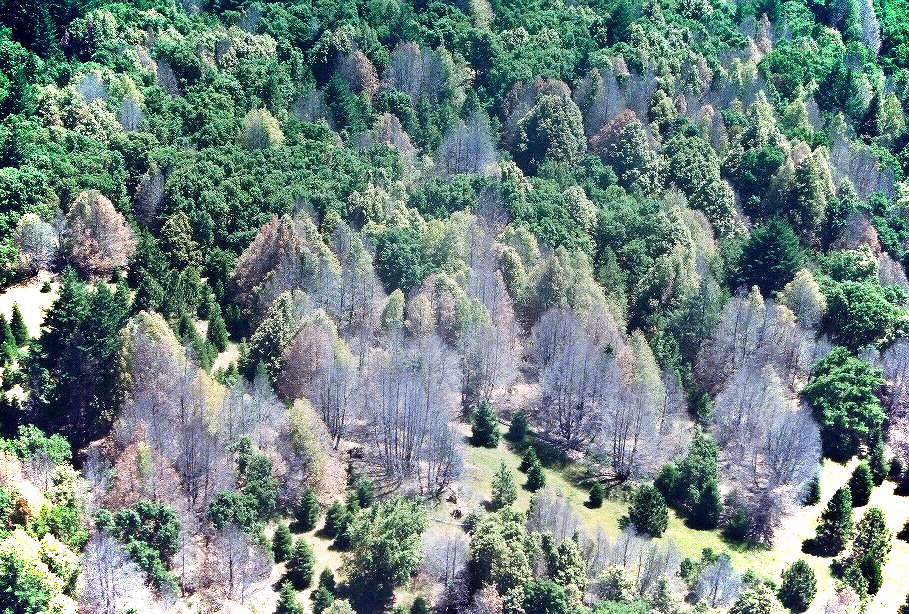
Dopad P. ramorum v lesním porostu s Lithocarpus densiflorus, Kalifornie

Jedním z nejvíce nebezpečných druhů této skupiny vzduchem se šířících fytoftor je Phytophthora ramorum, která způsobuje závažná onemocnění dřevin, např. náhlé odumření dubů "sudden oak death" v Severní Americe či náhlé odumření modřínů "sudden larch death" v západní Evropě. Mimoto napadá celou řadu dalších dřevin včetně okrasných jako jsou např. pěnišník, kalina, pieris, ze kterých byla v ČR rovněž izolována (vybrané izoláty jsou uloženy v České sbírce fytopatogenních oomycetů).
Phytophthora ramorum patří mezi karanténní škodlivé organismy, který se přes přísná rostlinolékařská opatření postupně šíří Evropou.Charakteristické výtoky pigmentů na borce prozrazují místo nekrotizace vodivých a korových pletiv

## Původ a výskyt

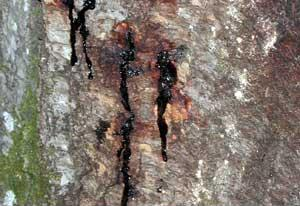
Charakteristické výtoky pigmentů na borce prozrazují místo nekrotizace vodivých a korových pletiv

P. ramorum byla popsána v USA v roce 1995, kde způsobila hromadné odumírání porostů dubů (Lithocarpus densiflorus a dalších). V Evropě, kam byl patogen zavlečen nezávisle, byl zaznamenán v r. 1993 a šířil se zprvu zejména ve školkařských a zahradnických provozech. V roce 2009 bylo ve Spojeném království a později i v Irsku identifikováno hromadné odumírání lesních porostů modřínu (zejména modřínu japonského) vyvolané tímto druhem. Dodnes byla P. ramorum zjištěna ve 20 evropských zemích včetně ČR, kde má nyní ovšem status eradikovaného druhu . Původ tohoto patogenu dodnes zůstává neznámý.

## Příznaky
Na amerických dubech (Lithocarpus densiflorus, Quercus agrifolia, Q. kelloggii) a dalších stromovitých dřevinách (z evropských např. na buku lesním) se napadení projevuje usycháním nových výhonů, žloutnutím a usycháním olistění, na kmenech a větvích se objevují nekrózy vodivých pletiv a kůry a na povrchu borky nad

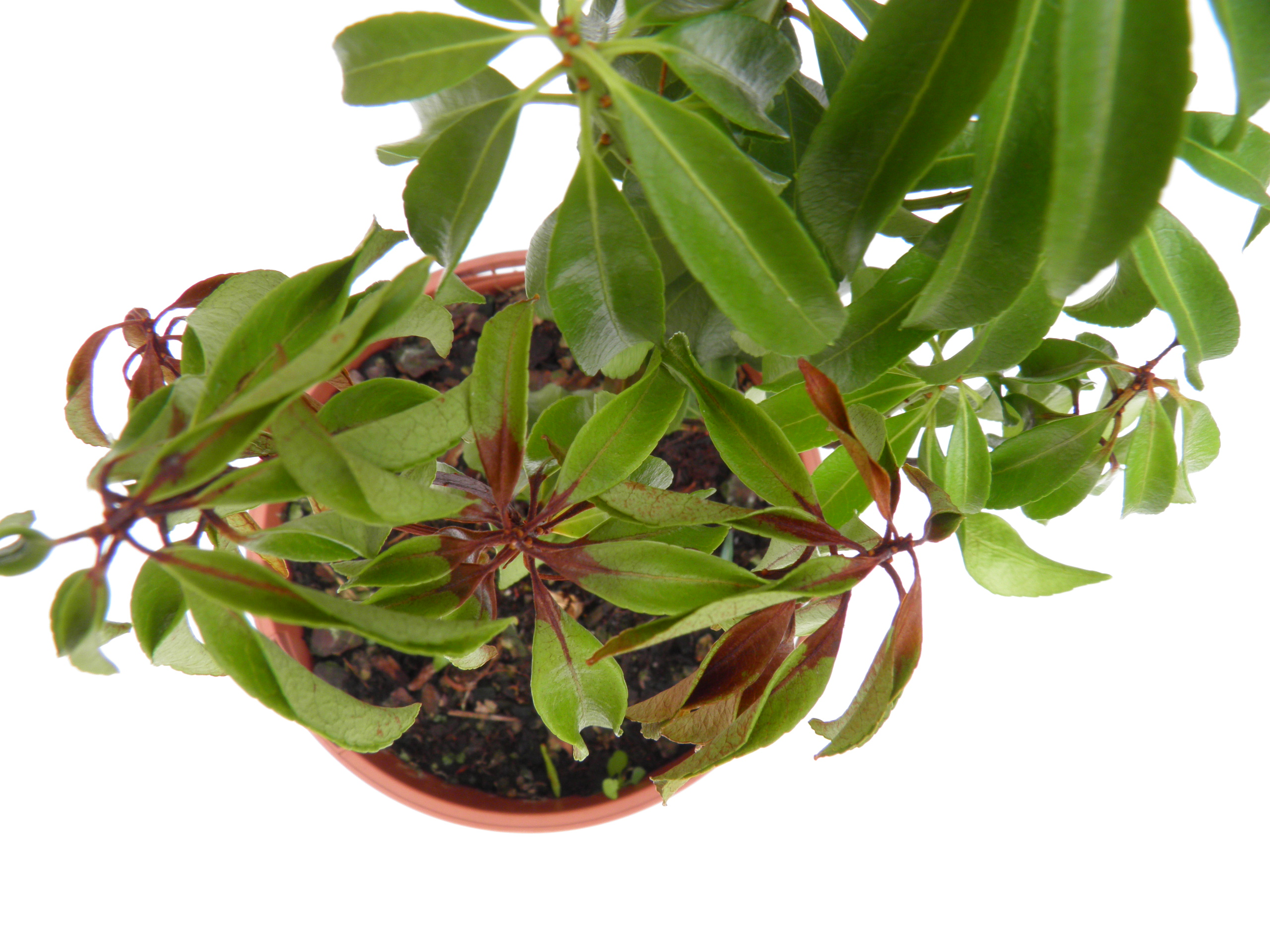
Pieris japonica Bonfire napadený Phytophthora ramorum, střední Čechy 2011 (foto K. Černý, M. Mrázková)

nekrózami lze nalézt červenavé až černé výtoky pigmentů. Napadené dřeviny mohou odumřít během několika let. Z epidemiologického hlediska je významné napadání podrostových stálezelených křovin jako je např. Umbellularia californica, na jejichž listech se vytváří velké množství infekčního inokula.
Na modřínech (modřín japonský, m. opadavý) způsobuje patogen nekrózy jehlic, usychání větví či jejich částí, nekrózy kůry kmene a charakteristické silné výtoky pryskyřice v místech napadení. V okolí poškozených modřínových výsadeb může dojít i k napadení celé řady dalších dřevin jako jsou buk, kaštanovník, bříza, douglaska a další.
Na stálezelených okrasných keřích v Evropě a rovněž v ČR patogen způsobuje skvrnitosti listů s typickým difúzním okrajem, vadnutí a usychání pupenů, výhonů a větví a odumírání hostitelů. Symptomy jsou stejné jako projevy napadení, které způsobují další, mnohem běžnější druhy r. Phytophthora, např. P. plurivora či P. cactorum. Patogen způsobuje rovněž hniloby kořenů a krčků svých hostitelů.

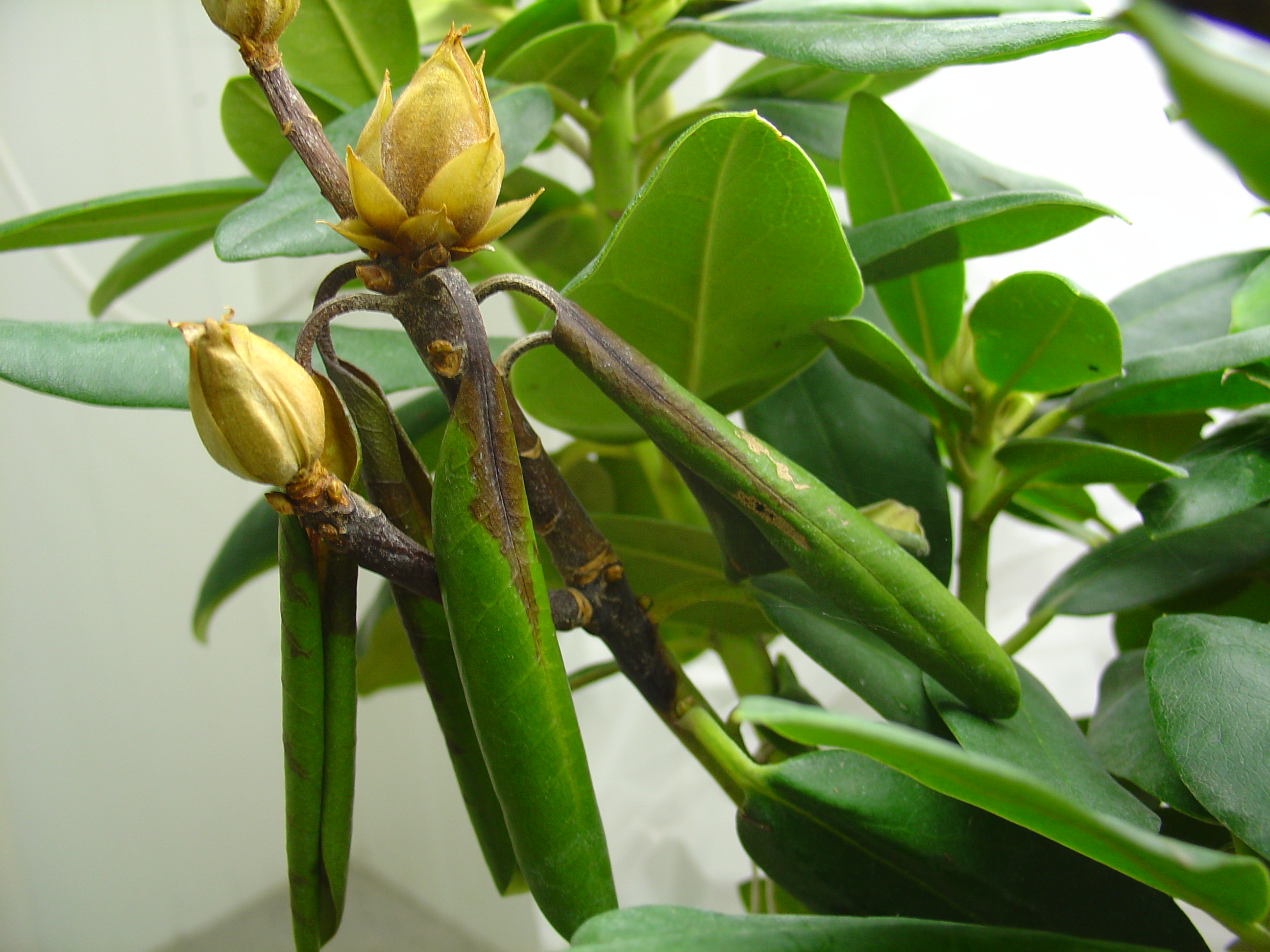
Usychání výhonu rododendronu napadeného P. plurivora, jižní Morava, 2006 (foto M. Mrázková, K. Černý)

## Šíření
P. ramorum je heterothalický organismus se dvěma pohlavními (párovacími) geograficky více či méně oddělenými typy (v Evropě převažuje typ A1), tzn. že za běžných podmínek se pohlavně nerozmnožuje. Patogen se na dlouhé vzdálenosti šíří spolu s infikovaným rostlinným materiálem nebo substrátem ve formě aktivně rostoucího mycelia nebo chlamydospor.
Z epidemiologického hlediska je velmi významný fakt, že patogen vytváří opadavá sporangia, která se mohou šířit větrem i na relativně dlouhé vzdálenosti. Po dopadu na hostitele buď sporangium klíčí přímo, nebo se za vhodných poměrů (v kapce vody) z něj uvolní zoospory, které hostitele infikují. patogen se samozřejmě může šířit i půdními kapilárami ve formě volně plovoucích zoospor podobně jako tzv. půdní fytoftory.

## Ochrana rostlin
Ochrana rostlin je stejná jako v případě napadení jinými patogeny r. Phytophthora, přičemž velmi významná je prevence. P. ramorum jako významný škodlivý organismus podléhá od r. 2002 v EU regulaci dle rozhodnutí Komise 2002/757/ES. V České republice se na něj konkrétně vztahuje rozhodnutí SRS 006995/2007 Archivováno 24. 9. 2016 na Wayback Machine. nařizující mimořádná rostlinolékařská opatření.